# Делфи метод
Делфи метод је специфична метода за процену социјалних потреба у сфери образовања, здравства и урбаног развоја. Посебно је усмерена ка испитивању типологија потреба, прикупљању информација о потребама и социјалним услугама, корелацији различитих судова и ставова о социјалним потребама у различитим сегментима или целини и повезаности и међузависности социјалних потреба и услуга. Основна техника за прикупљање података је упитник.